# Teatro Gian Andrea Dragoni
Il Teatro Gian Andrea Dragoni è un teatro situato a Meldola, in provincia di Forlì-Cesena.

## Storia
Risale al XVII secolo l'origine del teatro a Meldola: "Già nell'anno 1600 il 'Buon Governo' metteva in tabella 20 scudi per Giostre e Commedie e nel 1654 la gioventù meldolese chiedeva aiuti per poter mettere in scena una Commedia con intermezzi di musica"
Secondo alcune fonti il primo teatro era originariamente ubicato nella Rocca e in seguito nell'edificio chiamato "Racchetta o Pallacorda", tuttora esistente, dove veniva praticato appunto il gioco della pallacorda.
Nella seconda metà del Settecento i "cittadini giovani" di Meldola chiedevano al cardinal legato, Principe Paolo Aldobrandini, di accordare in enfiteusi la "Racchetta" alla Comunità, non esistendo altro luogo adatto per rappresentazioni teatrali. "Si costituì quindi la Congregazione dei Signori Associati e si stabilirono le modalità d'affitto e le regole per la gestione del teatro", che funzionò fino al 1820. L'esigenza di reperire un locale nuovo per le rappresentazioni portò alla decisione di utilizzare tutte le attrezzature possibili e vendere quelle inutilizzabili per acquisire denaro utile alla costruzione di un nuovo edificio teatrale. Gli Associati incaricarono l'ingegnere forlivese Giuseppe Missirini di presentare un progetto ed "inoltrarono alla Comunità la richiesta per ottenere in vendita o in enfiteusi un appezzamento di terreno coltivato ad orto retro il palazzo Comunale per costruirvi un teatro". L'appezzamento venne concesso "per l'affitto annuo di scudi romani 4 e baiocchi 88 e mezzo". "Una scrittura privata impegnava 37 cittadini a 'somministrare i fondi per costruire il teatro'. Detta scrittura costituì anche il primo Statuto dell'Associazione".
La costruzione iniziò nel 1827, sulla base di un progetto che prevedeva un teatro a pianta ellittica modificata durante i lavori in pianta a "ferro di cavallo" e terminò tra la fine del 1836 e gli inizi del 1837. Si ha notizia del primo spettacolo presentato il 12 febbraio 1838 dalla Compagnia Lipparini, anche se l'apertura avvenne pur essendo la sala ancora incompiuta. Dalla data del 1838 è un susseguirsi di richieste da parte di capocomici per poter recitare nel teatro di Meldola. 
Un particolare successo, nell'ottobre del 1838, ebbe la grande attrice Carlotta Polvaro, nel cui repertorio figuravano opere di autori famosi quali Goldoni, Niccolini, Pellico, Alfieri, e per la quale gli Associati espressero la volontà di dedicare una lapide, tuttora esistente, con la scritta "Grata memoria alla Polvaro - 1838". Il periodo risorgimentale, particolarmente vivace e denso di avvenimenti, fece del teatro anche una sede di manifestazioni patriottiche. Un esempio significativo in tal senso si riferisce al 1848, quando durante lo spettacolo di una "Compagnia Filodrammatica di Dilettanti" il pubblico meldolese espresse in teatro il suo giubilo per la concessione della Costituzione da parte del Pontefice Pio IX. Dopo oltre vent'anni dall'apertura le condizioni generali di alcune strutture interne all'edificio teatrale richiedevano interventi improrogabili, che comportavano un impegno finanziario assai gravoso per la Società dei Condomini. Essa infatti si fece proponente di un'istanza all'amministrazione comunale perché si assumesse l'onere di ultimare i lavori necessari. Nel 1867 venne incaricato l'ingegnere comunale Luigi Conti di Faenza per la stesura di un progetto di restauro e per la costruzione dei palchi sul proscenio e della scala di accesso al loggione. Tuttavia gli interventi iniziarono soltanto nel 1876. Questo non impedì per la continuazione dell'attività teatrale: è documentata infatti, nel 1872, l'esecuzione di due Accademie musicali da parte del professor Giovanni Vailati, valente suonatore di mandolino, a cui fu dedicata una lapide, tuttora esistente. I lavori furono ultimati nel 1877 con l'esecuzione delle parti decorative ad opera del pittore bolognese Luigi Samoggia. Da questo momento furono messe in scena rappresentazioni di alto livello qualitativo, sia di prosa che di lirica. Dal 1892, anno di acquisizione da parte del Comune, numerosi furono gli spettacoli d'opera, che culminarono nel 1901 con il Don Pasquale di Gaetano Donizetti. Questi successi convinsero gli amministratori a dotare l'intera struttura di luce elettrica: infatti si ha notizia che nel 1902, in occasione di un veglione di beneficenza, il teatro era illuminato. 
Tra il 1929 e il 1931 il teatro rimase chiuso per inagibilità. L'anno seguente passò in gestione all'Opera Nazionale Balilla e fu utilizzato prevalentemente per proiezioni cinematografiche. Dal 1934 subentrò l'Opera Nazionale Dopolavoro: film, balli e feste, conferenze caratterizzarono questo periodo. Al termine della seconda guerra mondiale, durante la campagna elettorale, il teatro accolse oratori politici, tra i quali è ricordato, nel 1949, Sandro Pertini. Ancora per alcuni anni la struttura venne utilizzata in prevalenza come cinematografo, al quale venivano alternati spettacoli di prosa, opere liriche e operette. Nel 1954 venne revocata l'agibilità che pose fine a quell'intenso fervore artistico che aveva caratterizzato il teatro romagnolo. 
Solo nel 1978 furono avviati i lavori di recupero, su un progetto proposto da un gruppo di studio formato dall'ingegnere Capucci, dalla dottoressa F. Farneti, dall'architetto G. Dicci e dall'architetto Silvio Van Riel, che ne diresse i lavori, proseguiti per sei anni. Il primo intervento ha riguardato il consolidamento della copertura, ad evitare che le numerose infiltrazioni d'acqua, che avevano già notevolmente danneggiato il soffitto della platea e del proscenio, rendessero irreparabile la situazione. Sono seguite poi opere di ristrutturazione e ricostruzione interne ed esterne, per adeguare l'impiego del teatro alla normativa di legge. La demolizione di alcune superfetazioni ha recuperato l'impianto architettonico originale sul lato destro dell'ingresso, mentre il rifacimento del sottoproscenio ha permesso di ricavare il golfo mistico e i laboratori per deposito di scene e costumi. Sono stati inoltre risistemati e ampliati i nuovi camerini, che in origine poggiavano sulla terra battuta. Un ulteriore stralcio ha riguardato l'impianto di riscaldamento e le opere necessarie all'agibilità dell'impianto antincendio, mentre l'ultimo atto è consistito nella sistemazione dell'impianto elettrico, nella scelta dell'arredo e nel restauro delle emergenze decorative. Queste ultime, che caratterizzano il cielo della cavea, il soffitto del proscenio e la trabeazione del boccascena, si presentavano in condizioni conservative particolarmente gravi. Causa il generale degrado esterno ed interno (polvere, annerimenti, distacchi di intonaco, in particolare problemi del coperto causati da infiltrazioni, ecc.), operazioni di consolidamento, di pulitura e, in alcuni casi, di rifacimento dei decori mancanti con l'utilizzo degli spolveri di quelli esistenti sono state eseguite sotto il diretto controllo della Soprintendenza per i beni ambientali e architettonici di Ravenna. Sono state inoltre recuperate e utilizzate le lampade con braccio in ottone degli inizi del '900, posizionate tra palco e palco.
Oggi il teatro svolge regolare attività, proponendo spettacoli di prosa, operette, concerti, teatro ragazzi, oltre ad essere saltuariamente utilizzato per manifestazioni pubbliche. Per la programmazione teatrale è attivata una convenzione con la compagnia "Accademia perduta - Romagna teatri" di Ravenna e Forlì. La gestione tecnica è affidata all'amministrazione comunale.

## Architettura
La pianta della sala di Meldola è a ferro di cavallo, con tre ordini di palchi, tredici per piano, e loggione. L'aspetto generale è caratterizzato da un'eleganza sobria ed essenziale che rende armonico l'insieme. Il cielo presenta decorazioni monocrome a tempera e calce con effetti chiaroscurali e di rilievo, simili a quelli del frontone del boccascena. Nel perimetro esterno ai monocromi si alternano tondi che racchiudono l'effigie di famosi musicisti e autori di prosa. Il rosone centrale è attorniato da un decoro policromo a tralci floreali, di fattura posteriore.